# Équipe de France masculine de basket-ball des moins de 17 ans
Cet article traite de l'équipe masculine. Pour l'équipe féminine, voir Équipe de France féminine de basket-ball des 17 ans et moins.
Maillots
Actualités
L'équipe de France de basket-ball des 17 ans et moins est la sélection des meilleurs joueurs français de 17 ans et moins. Elle est placée sous l'égide de la Fédération française de basket-ball. Le terme 17 ans et moins a remplacé la catégorie Cadets.

## Palmarès
- Médaille d'argent aux championnats du Monde en 2018.
- Médaille de bronze aux championnats du Monde en 2022.

## Parcours aux championnats du Monde
| Année | Génération | Championnats du Monde U17 | Championnats du Monde U17 | Championnats du Monde U17 | Sélectionneur   | Eurobasket U16 |
| Année | Génération | Lieu                      | V-D (%)                   | Classement                | Sélectionneur   | Eurobasket U16 |
| ----- | ---------- | ------------------------- | ------------------------- | ------------------------- | --------------- | -------------- |
| 2010  | 1993       | Hambourg                  | Non qualifié              | Non qualifié              | -               | 7e (2009)      |
| 2012  | 1995       | Kaunas                    | 2-5 (29 %)                | 10e                       | Bernard Faure   | 4e (2011)      |
| 2014  | 1997       | Dubaï                     | 3-4 (43 %)                | 8e                        | Frédéric Crapez | 5e (2013)      |
| 2016  | 1999       | Saragosse                 | 4-3 (57 %)                | 6e                        | Frédéric Crapez | 5e (2015)      |
| 2018  | 2001       | Rosario et Santa Fe       | 7-1 (88 %)                | 2e                        | Lamine Kebe     | 1er (2017)     |
| 2022  | 2005       | Malaga                    | 6-1 (86 %)                | 3e                        | Bernard Faure   | -              |

## Joueurs marquants
Leader de la génération 1995 ayant terminé à la dixième place du championnat du Monde 2012 à Kaunas, Damien Inglis (10,9 points, 7,7 rebonds, 2,4 passes et 2,1 interceptions) est drafté deux ans plus tard en 31e position de la draft 2014 de la NBA par les Bucks de Milwaukee. Le pivot Petr Cornelie (7,4 points, 5 rebonds, 0,9 contre) intègre quant à lui la NBA lors de la draft 2016 en étant sélectionné en 53e position par les Nuggets de Denver.

## Effectifs successifs

### Campagne 2016
La génération 1999 participe aux championnats du Monde 2016 à Saragosse en Espagne, après avoir terminé à la cinquième place des championnats d'Europe des 16 ans et moins 2015 à Kaunas en Lituanie. Huit des douze joueurs ayant participé à la campagne de 2015 sont reconduits en 2016,.
Lors du premier tour de la compétition, les Bleuets terminent à la première place d'un groupe composé de la Bosnie-Herzégovine, de la République dominicaine et de la Corée du Sud. L'équipe de France concède une défaite inaugurale contre la Corée du Sud (84-90). Toutefois, l'ailier Jaylen Hoard s'illustre dans cette rencontre en égalant le record de points marqués dans un match de championnat du Monde des 17 ans et moins avec 41 points. Le record est néanmoins battu six jours plus tard par le joueur bosnien Džanan Musa auteur de 50 points contre Taïwan. L'équipe de France domine ensuite la Bosnie-Herzégovine (84-65), championne d'Europe en titre, avant d'obtenir sa première place à la faveur d'un goal-average favorable après son succès contre la République dominicaine (78-48). En huitième de finale, la France domine la Finlande (60-38), quatrième du groupe C, et se qualifie pour les quarts de finale contre la Lituanie. Menés de 12 points a la mi-temps, les bleuets parviennent à combler leur retard et à jouer une prolongation mais s'inclinent d'un point (74-75) au terme de celle-ci. La France est alors éliminée du tableau principal et termine la compétition à la sixième place après avoir battu la Corée du Sud (119-61) mais en ayant perdu contre le Canada lors du match de classement pour la cinquième place (68-99).
Jaylen Hoard (22,4 points, 5,7 rebonds et 3,1 passes décisives de moyenne) termine deuxième meilleur marqueur de la compétition et troisième joueur à l'évaluation.

### Campagne 2014
La génération 1997 participe aux championnats du Monde 2014 à Dubaï aux Émirats arabes unis, après avoir terminé à la cinquième place des championnats d'Europe des 16 ans et moins 2013 à Kiev en Ukraine. Huit des douze joueurs ayant participé à la campagne de 2013 sont reconduits en 2015,.
Pour sa première campagne à la tête de l'équipe de France U17, Frédéric Crapez conduit la sélection à la huitième place du championnat du Monde, ce qui constitue alors la meilleure performance de l'histoire des 17 ans et moins. Menés par Stéphane Gombauld (25,5 points et 13,5 rebonds lors des deux premiers matches), les bleuets terminent à la première place du groupe B après avoir dominé le Canada (76-66) et le Japon (96-51) mais en ayant buté sur l'Australie lors de la deuxième journée (81-84). À la faveur d'un goal-average favorable, la France se classe devant l'Australie et le Canada (2 victoires et 1 défaite également) et obtient le droit de disputer son huitième de finale contre le dernier du groupe A, à savoir les Philippines. Les bleuets se qualifient (86-57) mais tombent face à la sélection espagnole en quarts de finale (67-71) malgré un avantage de un point à une minute de la fin de la rencontre. Éliminée, la France doit disputer les matches de classement de la cinquième à la huitième place face aux autres sélections ayant perdu en quarts de finale. Les bleuets perdent successivement contre Porto Rico (63-70) et la Chine (79-87) et terminent la compétition à la huitième place avec un bilan final de trois victoires pour quatre défaites. Amine Noua obtient la meilleure évaluation par match de l'équipe de France (20,1) en cumulant notamment 18,7 points, 8,4 rebonds et 1,4 passe décisive par matchs. Stéphane Gombault affiche quant à lui une évaluation de 17,7 par match grâce à ses 15,4 points et 10,3 rebonds.